# Der Wagen
Der Wagen. Lübecker Beiträge zur Kultur und Gesellschaft ist eine Sammelpublikation mit Originalbeiträgen, die alle zwei Jahre erscheint. Herausgegeben wird die Publikation von Manfred Eickhölter im Auftrag der Gesellschaft zur Beförderung gemeinnütziger Tätigkeit (kurz: „Die Gemeinnützige“) in Lübeck.
Der Wagen enthält in der Regel eine Auswahl aus den Vorträgen, die in der „Gemeinnützigen“ in den jeweils beiden zurückliegenden Jahren gehalten wurden im Rahmen der sogenannten Dienstagsvorträge, die von der Gesellschaft seit 1789 veranstaltet werden. Zum anderen publiziert Der Wagen originale Forschungsbeiträge aus der Feder von Journalisten und Wissenschaftlern, und er enthält Beiträge von Künstlern.

## Zur Geschichte der PublikationDer Wagen
Der Wagen wurde begründet von dem Lübecker Gymnasiallehrer Professor Paul Brockhaus (1879–1965), der auch 1919–1965 Herausgeber in Verbindung mit der Gesellschaft zur Beförderung gemeinnütziger Tätigkeit war. Hervorgegangen ist das Publikationsorgan aus einem Ausschuß gegen Schmutz und Schund, der 1908 in der Lübecker gemeinnützigen Gesellschaft gegründet wurde. Der Ausschuss firmierte 1918 um in einen Ausschuß zur Förderung von Volkskunst. Zunächst erschien ab 1918 für die Jahre 1919 bis 1923 jährlich ein Lübecker Heimatkalender, 1924 und 1925 erhielt der Kalender den Namen Ein Lübeckisches Jahrbuch, 1927 wurde dann der bis 2002 gültige Name Der Wagen. Ein Lübeckisches Jahrbuch eingeführt. Die Erscheinungsweise wechselte bereits Mitte der 1960er Jahre von jährlich auf zweijährlich.
In den frühen Jahren war das Jahrbuch der Lebensreformbewegung und dem Heimatschutzgedanken, insbesondere dem Denkmalschutz verpflichtet. Durch Publikation ihrer Werke förderte das Jahrbuch regionale Künstler, wobei es einen gemäßigten Expressionismus bevorzugte. In den 1930 und 1940er Jahren bekannte sich Der Wagen zu den Zielen des Nationalsozialismus, der Begriff Volkskunst wurde auf deutschnationale Volkskunst verengt und bot insbesondere Künstlern Raum, die sich zum NS-Staat bekannten. Paul Brockhaus, als Künstler Lyriker, fühlte sich dem Eutiner Dichterkreis verbunden und veröffentlichte bis um 1960 Verstexte aus dieser Provenienz. Kennzeichnend für den Wagen ist eine personale Kontinuität zwischen 1933 und 1960.
In der graphischen Gestaltung war Der Wagen von 1919 bis 1943/44 mit dem Lübecker Künstler Asmus Jessen verbunden, der, wie auch Paul Brockhaus, dem Reformkollegium der OzD unter ihrem Leiter Sebald Schwarz angehörte. 2002 entwickelte Klaus Karstedt für den Wagen eine durchgreifend neue Gestaltung. Seither heißt die Sammelpublikation Der Wagen. Lübecker Beiträge zur Kultur und Gesellschaft.
Nach dem Tod von Paul Brockhaus wurde Rolf Saltzwedel für mehr als 30 Jahre sein Nachfolger als Herausgeber. Von 2002 bis 2006 gab Alken Bruns den Wagen heraus. Seit 2008 ist Manfred Eickhölter Herausgeber. Ein erneuter Wechsel der Gestaltung erfolgte aus Anlass des 225. Geburtstages der „Gemeinnützigen“ im Jahr 2014.